# Pardon de Toulfoën
Le pardon de Toulfoën, dit aussi pardon aux oiseaux de Toulfoën, est un pardon se déroulant en forêt de Carnoët dans le Finistère.

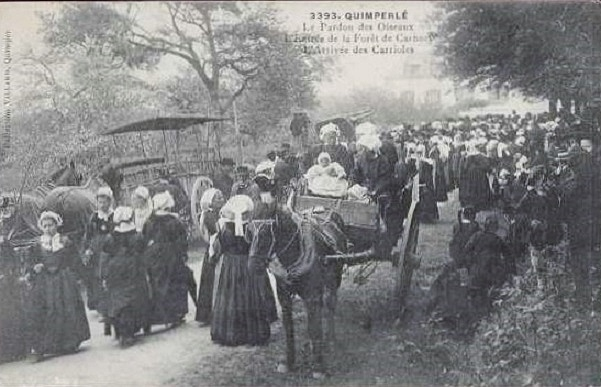
Le pardon des Oiseaux en forêt de Toulfoën vers 1900 (carte postale Villard).

## Les origines du Pardon
L'origine de ce pardon est inconnue. Une légende dit qu'un ermite vivant à Toulfoën, ou Lothéa, employait ses loisirs à charmer les oiseaux innombrables de la forêt, tel François d'Assise. En souvenir de cette tradition, il se faisait jadis à Toulfoën un marché d'oiseaux.
Ce pardon était initialement dédié à saint Maurice, remplacé par saint Toulfoën (un saint légendaire) après la Révolution française. Jusqu'au début du XXe siècle, il se déroulait en automne à l'orée de la forêt un important "pardon aux oiseaux", aussi appelé pardon de Toulfoën. Après la Deuxième Guerre mondiale, ce pardon purement laïc, surnommé "pardon sans chapelle" fut complété par une fête foraine et des danses folkloriques et devint dans les années 1950 la fête populaire la plus fréquentée de Bretagne ; mais l'affluence, montée jusqu'à environ 100 000 personnes dans l'immédiat après-guerre, décline dans les décennies 1970-1980 et le dernier "Pardon des oiseaux" est organisé en 1991.

## Le pardon auXIXesiècle
A. Marteville et P. Varin, continuateurs de Jean-Baptiste Ogée décrivent ainsi en 1845 Lothéa, la forêt de Toulfoën et le pardon des oiseaux qui s'y déroulait :

« Sur la lisière de la forêt de Clohars-Carnoët, à une lieue environ de Quimperlé, au milieu d'une enceinte de grands et beaux arbres, une assez vaste chapelle, dédiée à saint Théaet à la Trinité ; elle s'appelle Lothéa, du nom de son patron primitif. (...) À peu de distance de cette chapelle, à l'entrée de la forêt, se tient annuellement un pardon, célèbre dans le pays, sous le nom de pardon des Oiseaux, ou pardon de Toulfoën. Il a lieu le dimanche de la Pentecôte, près d'un endroit appelé Toulfoën, et l'on y vend, de mémoire d'homme, une grande quantité d'oiseaux de toute espèce. Ce pardon attire un nombre considérable d'étrangers ; les Lorientais surtout sont dans l'habitude de s'y rendre. Rien n'est varié, rien n'est frais et animé comme le tableau de ce pardon. Quelques riches équipages se voient à l'entrée de cette forêt. Une foule de toilettes somptueuses ou élégantes, depuis les toilettes parisiennes jusqu'aux costumes traditionnels et pittoresques des paysans d'un grand nombre de communes se mêlent, se croisent en tous sens sous les vastes colonnades de la forêt (...). Des danses se forment de tous côtés ; la musique d’Auber et de Rossini répond aux vieux lais bretons. Il est souvent assez tard quand on songe de part et d'autre à mettre un terme à ces plaisirs et à s'acheminer vers la ville. »

M. Daniel fait cette description du pardon des oiseaux de Toulfoën en 1847 :

« On y trouve à acheter différentes espèces d'oiseaux du pays, tels que milans, buses, éperviers, chats-huants, vanneaux, coucous, merles, grives, gros-becs, serins, linots, chardonnerets, alouettes ; et de petits quadrupèdes comme écureuils, lapins, lièvres, cobayes, lérots. On y fait aussi un grand débit de laitage, de crêpes et de fruits, et surtout de cidre, indispensable à toute fête bretonne. »

.

## Le pardon auXXesiècle
En 1881 l'arrivée du train augmenta jusqu'à 20 000 personnes la fréquentation du pardon des oiseaux. En 1903 la ratification par la France d'une Convention internationale pour la protection des oiseaux utiles à l'agriculture porta un sérieux coup au pardon qui menaçait aussi de dépeupler les bois de leurs oiseaux, et le marché des oiseaux fut par la suite interdit. Après la Seconde Guerre mondiale, il se transforma en fête folklorique attirant pendant la décennie 1950 jusqu'à 100 000 personnes.
Marc Daubrive en fait cette description en 1929 :

« La fête se passe sous les ombrages de la chapelle de Lothéa, mais elle est toute profane. Elle réunit tous les jeunes gens et toutes les jeunes filles de la région, depuis Pont-Aven et Concarneau, jusqu'à Scaër, Le Faouët et même Lorient. C'est un vrai pardon d'accordailles. On y danse à toute heure, à tout propos : sous les vieux chênes, les sapins noirs, sur le gazon, sur la route, et la musique municipale de Quimperlé ramène à la nuit close les couples qu'elle y conduisait le matin, toujours dansants. (...) [Cette fête] est la plus considérable des assemblées bretonnes. Le Pardon des Oiseaux est même un des rares qui soit purement profane, dans cette Armorique où la tradition mélange à tous les événements une idée religieuse. »

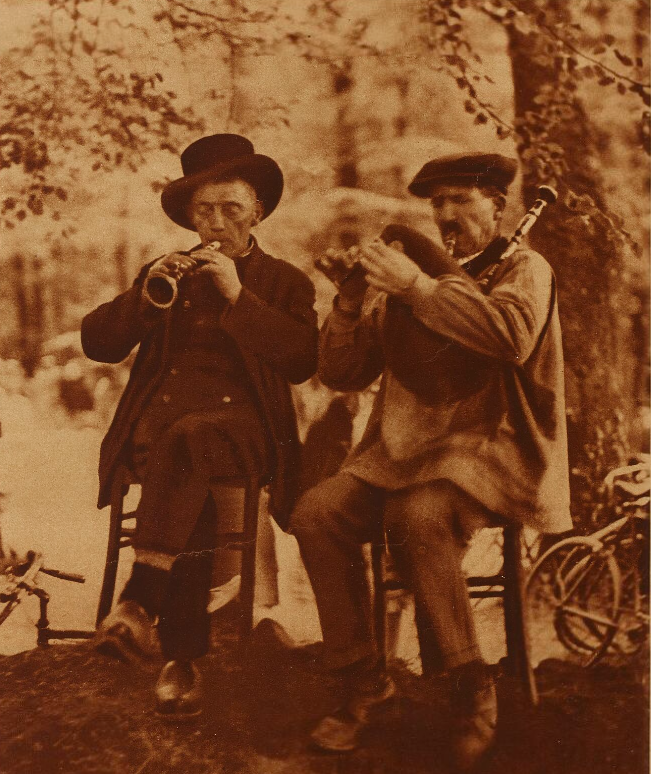
Joueurs de binious de Pont-Aven au Pardon des Oiseaux de Toulfoën en 1929 (Vu (magazine)).
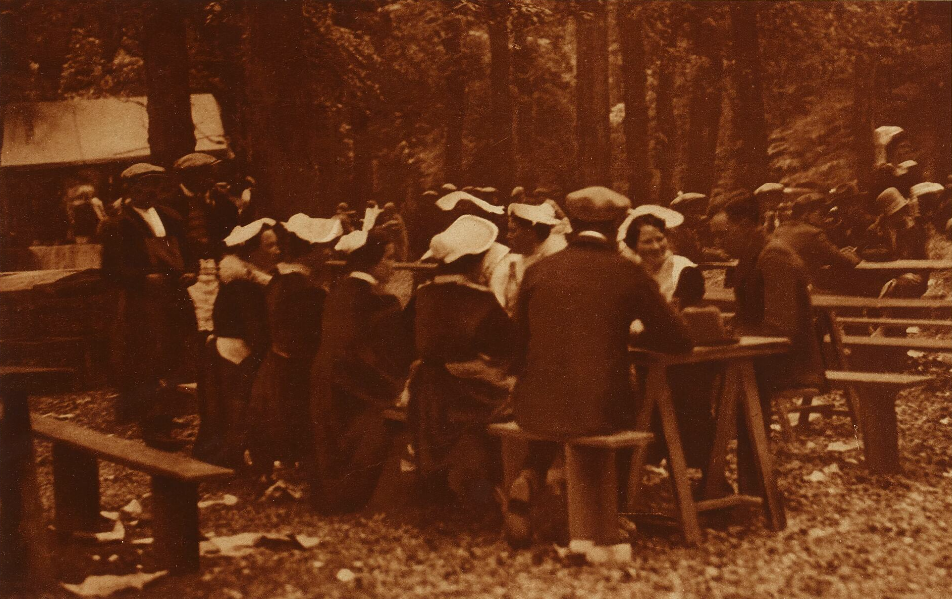
Pardon des Oiseaux de 1929 ː repas sous les grands ormes de la forêt de Carnoët [Vu (magazine)].
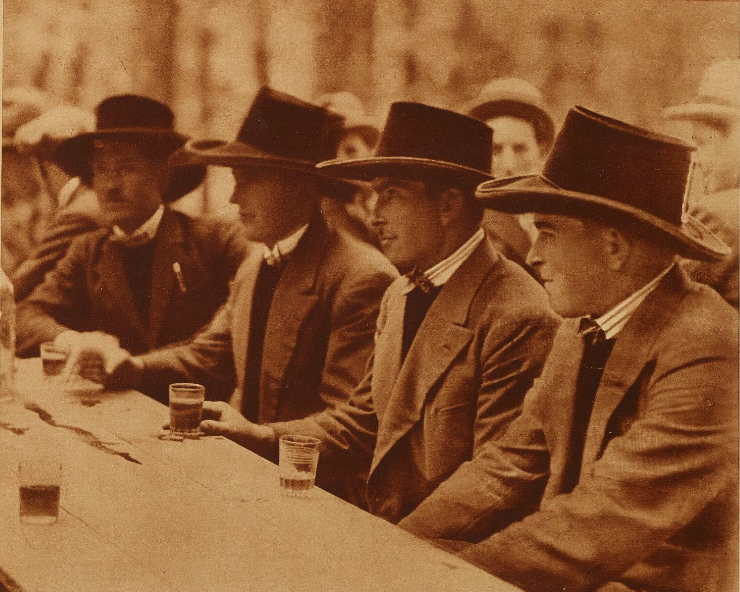
Gars de Pont-Aven au pardon de Toulfoën en 1929 [Vu (magazine)].

Le Pardon des Oiseaux, devenu une simple fête, disparut en 1991.